# Ernst Kräuter
Ernst Kräuter (* 13. März 1855 in Obertsrot; † 3. Juni 1915 in Freiburg im Breisgau) war ein Feilenhauer und badischer Landtagsabgeordneter.
Ernst Kräuter war der Sohn eines Sägers. Er erlernte nach dem Besuch der Volksschule den Beruf des Feilenhauers und arbeitete bis 1890 als Sägenfeilergeselle, ab 1878 in Freiburg. 1890 machte er sich selbständig und arbeitete bis 1912 als Sägenfeiler in Freiburg. Vom Juni 1912 bis zu seinem Tod war Kräuter Expedient der Volkswacht in Freiburg.
Er trat 1888 in die SPD ein, von 1890 bis 1900 war er Vorsitzender der SPD in Freiburg. 1905 wurde Kräuter in die Zweite Kammer des Badischen Landtags gewählt. Dieses Mandat übte er über zwei Legislaturperioden bis 1913 aus. Zwischen 1898 und 1907 kandidierte er dreimal erfolglos für den Reichstag.
Die badische Landtagsabgeordnete Luise Kräuter war seine Tochter.